# 非传递博弈
非传递博弈是一个通过多种策略得到一个或者更多“循环”选择的博弈。在非传递博弈中，如果策略A优于策略B，策略B优于策略C，并不能推导出策略A优于策略C。
非传递博弈的雏形是剪刀、石頭、布。在概率博弈（probabilistic games）中，比如賭便士以一种更微妙的方式违反传递律，常常被表述为一个概率悖论（probability paradox）。

## 例子
一些非传递博弈的例子：
- 剪刀、石頭、布
- 賭便士（英语：Penney's game）
- 非傳遞骰子（英语：Nontransitive dice）
- 加州側斑蜥蜴 (side-blotched lizard)，雄性蜥蜴的喉嚨有橘色、黃色及藍色三種，橘喉蜥蜴採用侵略策略，地盤範圍大，地盤內有許多雌蜥蜴。黃喉蜥蜴則採用偷偷摸摸策略來反制，趁著橘喉蜥蜴一不注意，就溜進去橘喉蜥蜴的地盤和雌蜥蜴交配。但黃喉蜥蜴的策略又會被藍喉蜥蜴破解，因為藍喉蜥蜴生性妒忌，而且設下的地盤較小，後宮嬪妃少，陌生蜥蜴休想暗地偷情。然而，橘喉蜥蜴又會直接侵略藍喉蜥蜴的地盤，掠奪藍喉蜥蜴的妻妾。如此一來，三者之間形成美麗的對稱。
- 當合作者、搭便車者、獨處者的「三難」選擇：
  - 獨處者不加入團體，只能得到一小筆錢。
  - 自願加入團體，成為合作者，就能得到比較大的獎勵。
  - 自願加入團體再選擇作弊而成為搭便車者，贏得的獎勵則又更大。
  - 但如果太多人選擇當搭便車者，則合作者和搭便車者得到的獎勵都會大減，反而還不如當個獨處者。
- 以下的三種細菌族群：
  - A族群能產生天然的抗菌物質「大腸桿菌素」，但本身對這種抗菌物質免疫。
  - B族群對大腸桿菌素很敏感，但生長的速度比C族群快。
  - C族群則能夠抵抗大腸桿菌素。

那麼，在培養皿中，A族群能殺死附近的B族群，B族群則能靠著生長速度來排擠C族群，而C族群又能靠著自體免疫力來排擠A族群！
- 假定以下四人各有一粒骰子，要兩兩相互比大小，擲出較大點數者獲勝，各人的骰子每面分別為：
  - 路人乙：5, 5, 5, 5, 0, 0
  - 路人甲：4, 4, 4, 3, 3, 3
  - 路人丙：7, 7, 2, 2, 2, 2
  - 路人丁：6, 6, 6, 1, 1, 1

此時，如果我們讓路人乙和路人甲比賽，會有以下四種結果：
- 5比4，路人乙勝（機率{\displaystyle {\frac {4}{6}}\cdot {\frac {3}{6}}={\frac {1}{3}}}）
- 5比3，路人乙勝（機率{\displaystyle {\frac {4}{6}}\cdot {\frac {3}{6}}={\frac {1}{3}}}）
- 0比4，路人甲勝（機率{\displaystyle {\frac {2}{6}}\cdot {\frac {3}{6}}={\frac {1}{6}}}）
- 0比3，路人甲勝（機率{\displaystyle {\frac {2}{6}}\cdot {\frac {3}{6}}={\frac {1}{6}}}）

因此，賭局對路人乙有利，她贏的機率為{\displaystyle {\frac {2}{3}}}。
類似的分析可知：路人甲勝路人丙，機率{\displaystyle {\frac {2}{3}}}，路人丙勝路人丁，機率{\displaystyle {\frac {2}{3}}}，但這並不表示路人乙一定也可以打敗路人丁，因為，若真叫兩人上場比賽，怪的是，路人丁會有{\displaystyle {\frac {2}{3}}}的機率獲勝！
這說明了機率的不可遞移性。
更經典的例子是下列三人的骰子：
- 路人庚：3, 3, 5, 5, 7, 7
- 路人戊：2, 2, 4, 4, 9, 9
- 路人己：1, 1, 6, 6, 8, 8

三人各有{\displaystyle {\frac {5}{9}}}的機率打敗另一人。（路人庚打敗路人戊，路人戊打敗路人己，而路人己又能打敗路人庚）
- 也有超過兩個立場相互對抗的情況，假定以下七人各有一粒骰子，要三個三個相互比大小，擲出最大點數者獲勝，各人的骰子每面分別為：
  - 小丸子: 7, 7, 10, 10, 16, 16
  - 小玉: 6, 6, 8, 8, 19, 19
  - 花輪: 5, 5, 13, 13, 15, 15
  - 美環: 4, 4, 11, 11, 18, 18
  - 丸尾: 3, 3, 9, 9, 21, 21
  - 濱崎: 2, 2, 14, 14, 17, 17
  - 野口: 1, 1, 12, 12, 20, 20

則我們可以發現小丸子能打敗小玉、花輪、丸尾；小玉能打敗花輪、美環、濱崎；花輪能打敗美環、丸尾、野口；美環能打敗小丸子、丸尾、濱崎；丸尾能打敗小玉、濱崎、野口；濱崎能打敗小丸子、花輪、野口；野口能打敗小丸子、小玉、美環（各有{\displaystyle {\frac {5}{9}}}的機率）。因此，對於任意兩人，都有第三個人同時能夠打敗他們！
- 或者是以下五人的骰子：
  - 兩津：4, 4, 4, 4, 4, 9
  - 大原：3, 3, 3, 3, 8, 8
  - 本田：2, 2, 2, 7, 7, 7
  - 中川：1, 1, 6, 6, 6, 6
  - 麗子：0, 5, 5, 5, 5, 5

則:
1. 兩津打敗大原，大原打敗本田，本田打敗中川，中川打敗麗子，麗子打敗兩津。
2. 兩津打敗本田，本田打敗麗子，麗子打敗大原，大園打敗中川，中川打敗兩津。

因此，對於當中的任意兩人，都有第三個人同時能夠打敗他們。